# جون كوغزويل أوكس
جون كوغزويل أوكس (بالإنجليزية: John Cogswell Oakes)‏ هو عسكري أمريكي، ولد في 1906، وتوفي في 1982.